# Defect-schizofrenie
Schizofrene resttoestand of defect-schizofrenie is een vorm van schizofrenie waarbij de patiënt minder last heeft van wanen en hallucinaties. Het wordt gerekend tot het schizoïde spectrum. Het ziektebeeld is vaak veranderd naar volledige inactiviteit en mutisme. De negatieve symptomen staan dus meer op de voorgrond dan de positieve symptomen. Soms heeft de patiënt afwijkende opvattingen of waarnemingen die echter geen echte wanen zijn.
In het DSM-IV is de aandoening vermeld als residual type (resttype).